# برودانوفتسي
برودانوفتسي (بالبلغارية: Продановци)‏ قرية تقع إدارياً ضمن بلدية غابروفو ‏ في بلغاريا. ويبلغ عدد سكانها 1 نسمة حسب تعداد 15 مارس 2015. تعتمد برودانوفتسي للبريد على الرمز البريدي 5307.